# Helena Gualinga
Sumak Helena Sirén Gualinga, née le 27 février 2002 à Sarayaku, dans la province de Pastaza, en Équateur, est une militante des droits des peuples d'Amazonie et de la protection de l'environnement.

## Biographie

### Origines et formation
Née dans la communauté quechua de Sarayaku, Helena Gualinga a pour parents Noemí Gualinga, qui a été présidente de l'association des femmes quechuas, et Anders Sirén, professeur au département de géographie et géologie de l'université de Turku. Sa sœur aînée est la militante Nina Gualinga, ses tante et grand-mère Patricia et Cristina Gualinga ont toutes deux milité pour les droits des peuples amazoniens et la cause écologiste.
Helena a vécu la majeure partie de son adolescence sur la côte sud-ouest de la Finlande, pays d'où était venu son père, d'abord à Pargas, puis à Turku où elle a effectué ses études secondaires à l'école cathédrale,.
Dès l'enfance, elle s'est trouvée confrontée comme toute sa famille aux dégâts causés à l'environnement par les sociétés pétrolières installées sur le territoire de Sarayaku,. Le conflit dans lequel sa famille s'est impliquée contre les grandes entreprises et les autorités équatoriennes est devenu violent au point que plusieurs figures de la communauté y ont perdu la vie. Sur Yle, la radio-télévision publique finlandaise, elle a déclaré que bien que n'ayant pas choisi de naître au milieu d'un tel contexte, elle y voyait une chance qu'il fallait saisir.

### Militantisme

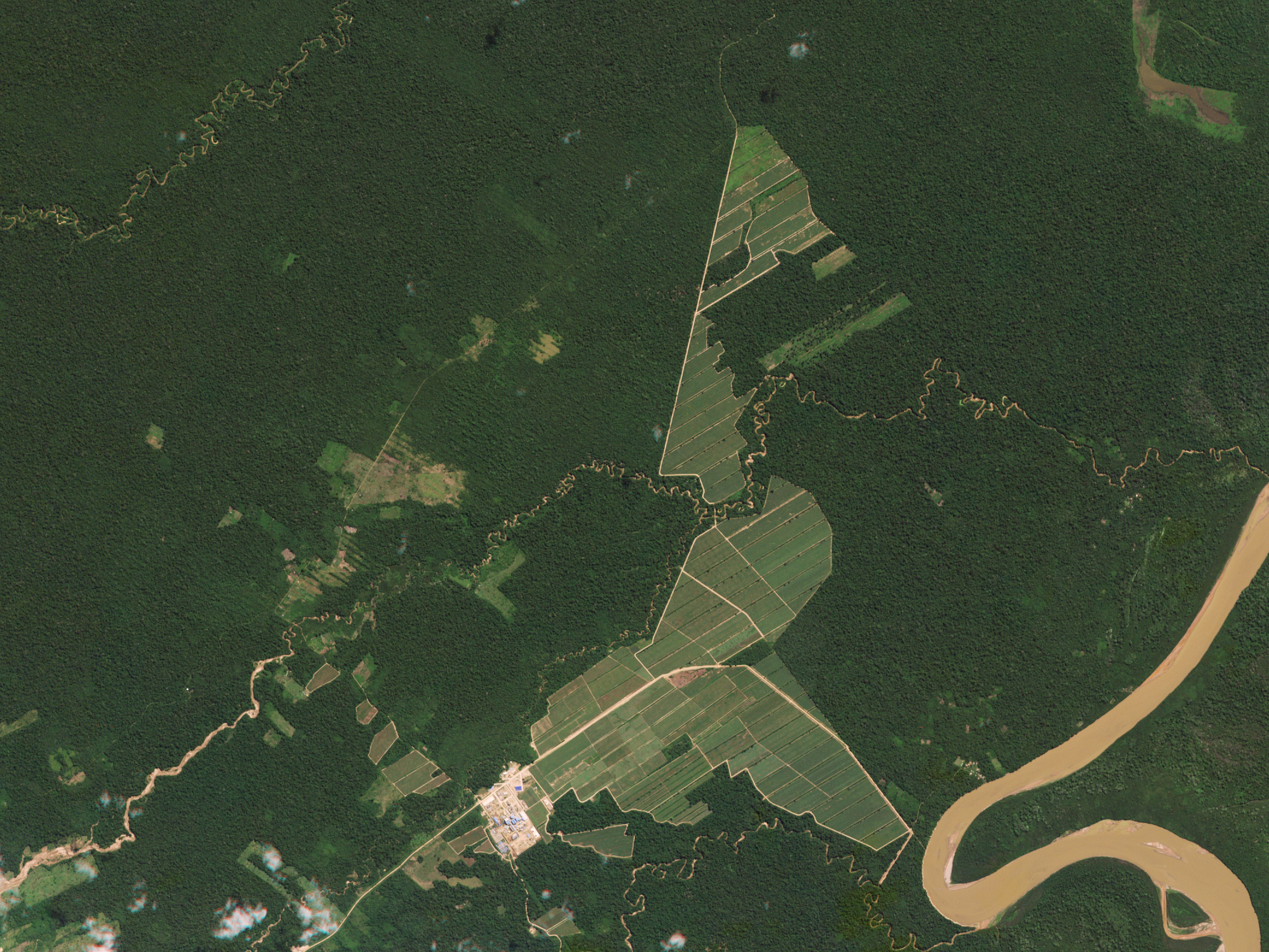
Déforestation en Bolivie, 2016.

Helena Gualinga milite pour donner voix à la communauté de Sarayaku dans le conflit qui l'oppose aux sociétés pétrolières et pour en populariser la cause, en prenant la parole dans les écoles pour inciter la jeunesse à se mobiliser sur ses propres lieux de vie dans tout l'Équateur. Elle cherche également à sensibiliser l'opinion internationale, dans l'espoir d'agir sur les décideurs politiques.
Elle a souligné comment les anciens ont pu constater au cours de leur vie le changement du climat de l'Amazonie : la désertification, les feux de forêt, la fonte des neiges sur les sommets, les inondations catastrophiques qui revenaient une fois tous les vingt ans et qui se produisent maintenant jusqu'à quatre fois par an sont autant de signes d'un changement dont ils ont pris conscience non sur la base d'explications scientifiques, mais parce qu'ils en ont une connaissance de première main.
Pendant le sommet de 2019 sur l'Action climatique, qui s'est tenu à New York, Helena Gualinga a participé, sous une pancarte qui proclamait : « Sang autochtone, pas une seule goutte de plus » (Sangre indígena, ni una sola gota más), à la manifestation qui a rassemblé à proximité du siège des Nations unies plusieurs centaines de jeunes militants écologistes venus du monde entier
,.
Le 9 décembre 2019, au cours d'une intervention à la COP25, à Madrid, revenant sur les interventions des sociétés pétrolières dans les territoires autochtones, elle a déclaré : « Les gouvernements de notre pays continuent à donner en concession nos territoires, sans notre consentement, à l'industrie extractive qui est en train de créer le changement climatique. C'est un acte qui devrait être criminel » (Los Gobiernos de nuestro país siguen concesionando nuestros territorios sin nuestro consentimiento a la industria extractiva que está creando el cambio climático. Esto debería ser criminal). Elle a reproché au gouvernement de Lenín Moreno de prétendre se préoccuper de la protection de l'Amazonie alors qu'il n'a pas répondu aux revendications portées en 2018 par cinq jours de manifestations de femmes amazoniennes dans la capitale ; elle a ajouté se sentir déçue par les dirigeants mondiaux qui ne discutent pas des sujets mis en avant par les populations autochtones.
Le 24 janvier 2020, elle a lancé avec 150 autres militants écologistes la campagne Polluters Out, qui appelle Patricia Espinosa, secrétaire exécutive de la Convention-cadre des Nations unies sur les changements climatiques (UNFCCC), à refuser les fonds venant des producteurs d'énergies fossiles pour la COP26.